# Сокольников, Иван Иванович
Иван Иванович Соко́льников (1910—1982) — советский оператор документального кино.

## Биография
Родился в 1910 году в Болхове (ныне Орловская область). В годы Великой Отечественной войны был фронтовым кинооператором.

## Награды и премии
- орден Красной Звезды (20.5.1945)
- медали
- Орден Белого льва V степени (21.07.1950, ЧССР)[1]
- Сталинская премия второй степени (1951) — за съёмки цветной картины «Новая Чехословакия» (1949)